# Шеверни, Филипп Юро
Филипп Юро, граф де Шеверни (Philippe Hurault, comte de Cheverny; 1528—1599) — французский политический деятель и мемуарист. Заказчик строительства и первый владелец знаменитого замка Шеверни на Луаре.

## Биография
В качестве канцлера герцога Анжуйского принимал деятельное участие в войне католиков с гугенотами. Когда герцог Анжуйский был избран в польские короли (24 января 1574), он поручил Шеверни блюсти его интересы во Франции. Шеверни немедленно дал ему знать о смерти Карла IX (30 мая 1574) и помог ему как можно скорее вернуться в Париж. Сделавшись королём, Генрих III назначил Шеверни хранителем печати и канцлером Франции.
После парижского восстания 1588 г. Генрих III окончательно решил отделаться от Гизов; поэтому и Шеверни, как их сторонник, впал в немилость и уехал в свои родовые земли. Известный историк Жак Огюст де Ту, на сестре которого был женат Шеверни, держал его в курсе политической жизни.
Когда вступил на престол Генрих IV, де Ту от его имени предложил Шеверни снова звание хранителя печати и канцлера, если он перейдет на сторону нового короля. Шеверни согласился и сделался верным приверженцем Генриха IV.

## Сочинения
Шеверни оставил мемуары, которые до 1601 г. продолжал его второй сын, и «Наставление своим детям» («Instructions»).

## Источник текста
- Шеверни, Филипп // Энциклопедический словарь Брокгауза и Ефрона : в 86 т. (82 т. и 4 доп.). — СПб., 1890—1907.